# Kronenbourg Open
O Kronenbourg Open foi um torneio de golfe no circuito europeu da PGA, disputado uma única vez no Gardagolf Country Club, em Soiano del Lago, Itália entre os dias 25 e 28 de março de 1993. O escocês Sam Torrance venceu o torneio com 284 (–4) pontos com apenas uma tacada (hole in one), derrotando o compatriota Mike Miller.

## Campeão

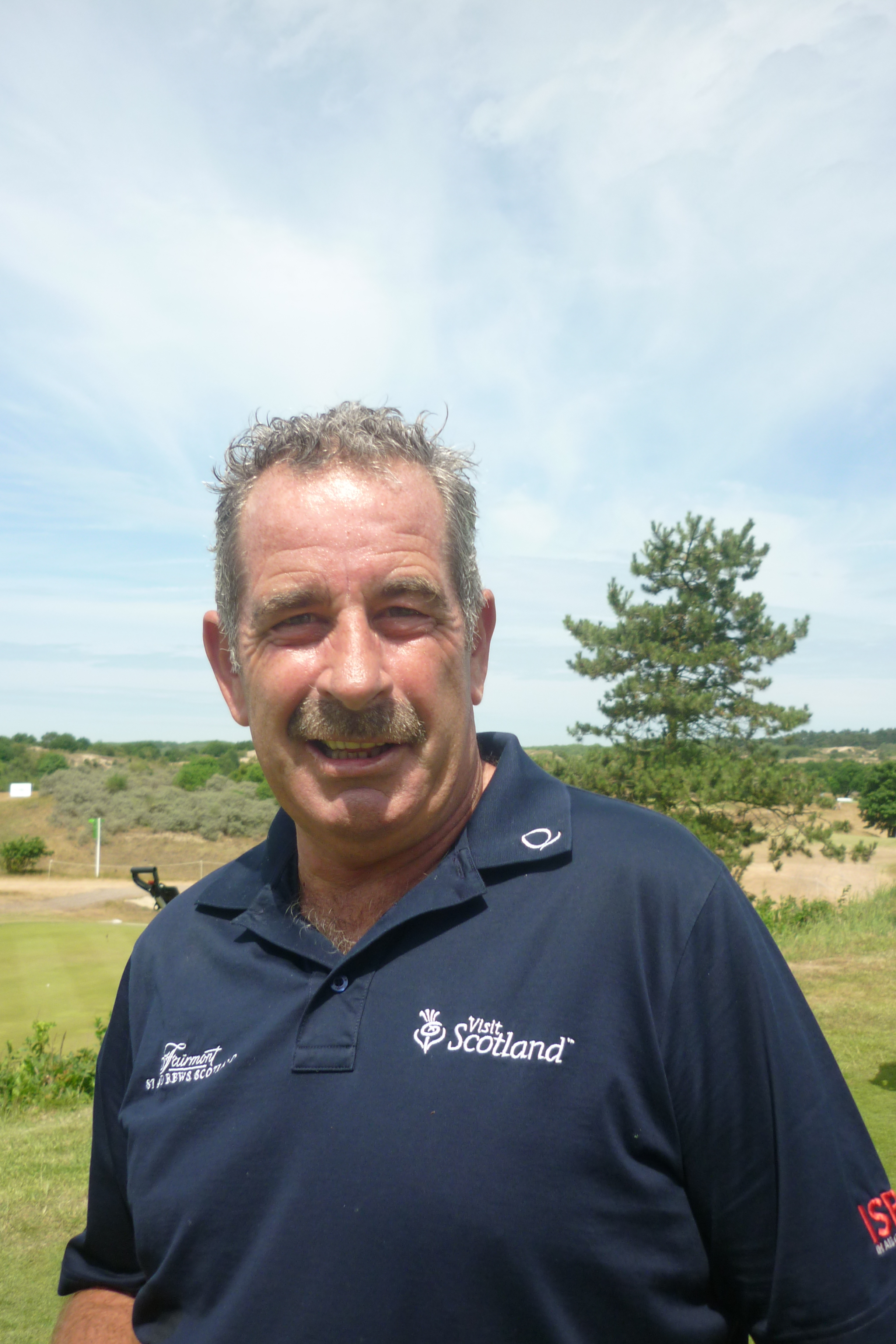
Sam Torrance

| Ano  | Campeão      | País    | Pontuação | Par | Margem   | Vice-campeão |
| ---- | ------------ | ------- | --------- | --- | -------- | ------------ |
| 1993 | Sam Torrance | Escócia | 284       | −4  | 1 tacada | Mike Miller  |